# 格利維采車站

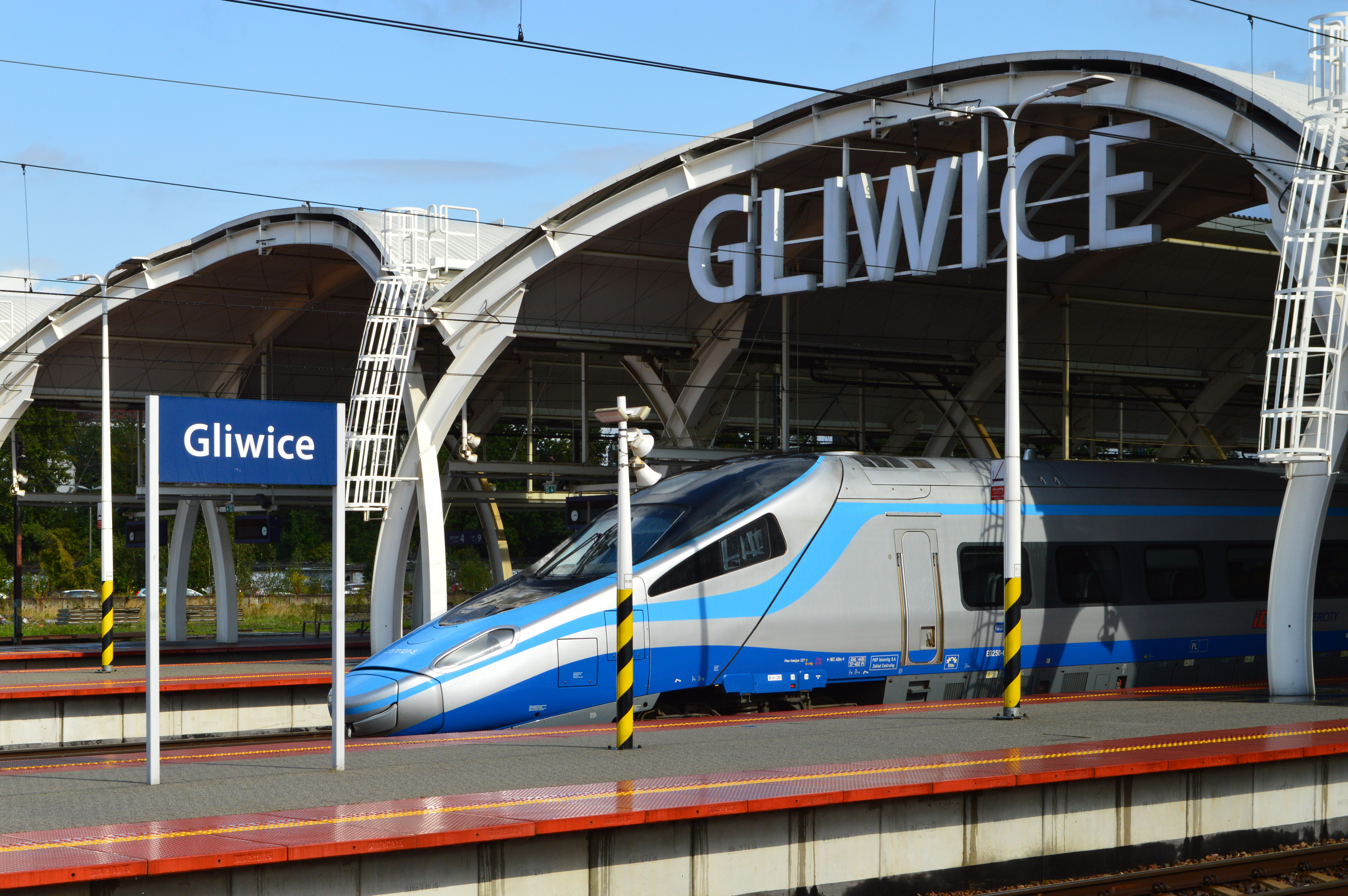
車站月台

格利維采車站（波蘭語：Stacja Gliwice）是波蘭格利維采的一座鐵路車站，於1845年10月2日啟用。

## 歷史
1845年10月2日，連接弗羅茨瓦夫和格利維采的鐵路線開通，格利維采車站隨之建成。車站大樓於1873年首次擴建。
1913年，進行了第二次擴建的計畫，但因第一次世界大戰的爆發造成計畫中斷，最後在1923年開工，新車站於1925年12月9日投入使用。
1957年6月1日，通往華沙東站的鐵路線電氣化完成，格利維采站也隨之電氣化。
2015至2016年，車站和月台進行了大規模的重建。